# بلدة ديرهيد (كانساس)
بلدة ديرهيد (بالإنجليزية: Deerhead Township)‏ هي بلدة في مقاطعة باربر، كانساس، الولايات المتحدة الأمريكية. اعتبارًا من تعداد عام 2000، كان عدد سكانها 11 نسمة.

## روابط خارجية
- مدينة سيتي.كوم